# Jacob Sverdrup
 Ikke at forveksle med sønnesønnen Jakob Sverdrup
Jacob Liv Borch Sverdrup (8. februar 1775 på Laugen gård i Nærøy Præstegæld i Namdalen – 15. maj 1841 i Larvik) var en norsk landbrugsforfatter og landmand, bror til Georg Sverdrup, far til Johan Sverdrup.
Sverdrup blev student 1795 og var de følgende år beskæftiget dels med studier, navnlig af sprog og historie, men også med
naturvidenskaberne, dels med privatundervisning, indtil han 1804 blev ansat som lærer og senere inspektør ved Schouboes Institut, dengang en af Københavns bedste privatskoler. Januar 1807 tiltrådte han stillingen som overlærer ved Kongsberg Middelskole, hvor han virkede til november 1812.
Derefter overtog han bestyrelsen af Jarlsberg hovedgård, indtil 1825, da han efter eget ønske fratrådte for at oprette en landbrugsskole på sin ejendomsgård Sem i Borre. Den landbrugsskole, som således kom i stand, var den første, Norge har haft. Med et statsbidrag af 600 speciedaler årlig og et rentefrit lån til oprettelse af værksted for tilvirkning af jordbrugsredskaber holdtes denne skole i gang til 1836, da statsbidraget ophørte. Allerede året i forvejen havde Sverdrup overtaget bestyrelsen af Fritzø Jernværk samt Larviks Grevskab.
Søn af en godsejer og opvokset på landet havde han allerede fra barneårene af modtaget indtryk, der gjorde ham det forholdsvis let i hans manddom at tilegne sig skøn på landbrug. Ved sin sprogkyndighed var det muligt for ham at tilgodegøre sig Albrecht Thaers skrifter, som netop på den tid fremkom, såvel som den dengang forholdsvis rige engelske og skotske landbrugslitteratur; endelig måtte hans kendskab til naturvidenskaberne blive ham til megen nytte.
Begavet med administrativ evne, med erfaring fra sin virksomhed som bestyrer af det store Jarlsbergske gods og endelig i besiddelse af øvelse som lærer kunde han derfor ganske særlig vel rustet begynde sin virksomhed som landbrugsskolebestyrer. Hans skole nød også stærk søgning fra alle kanter af landet. Den var en teoretisk-praktisk skole, hvortil var knyttet et redskabsværksted, og viser sig således at have dannet mønsteret for de nogle år efter Sverdrups død oprettede amtslandbrugsskoler.
Sverdrup udfoldede en betydelig litterær virksomhed; han udgav tidsskrifterne: "Oeconomiske Annaler" (1819—22), "Magasin for Landmanden" bind 1—7 (Kristiania 1828—32), samt "Den erfarne Landmand, et agronomisk Blad" (1837—39). Videre skrev han en for sin tid udmærket Lærebog i den norske Landhusholdning i 2 dele (1832—34), som udkom i ikke mindre end 3 oplag, desuden flere mindre skrifter. Sverdrup var en betydelig personlighed, som ved sine skrifter og ved sin lærervirksomhed, støttet til en stor praktisk virksomhed, øvede megen indflydelse på det norske landbrugs udvikling.